# Orange Crush
Orange Crush – piosenka rockowa zespołu R.E.M., wydana w 1988 roku jako singel promujący album Green.

## Treść
Orange Crush był marką napoju pomarańczowego. W piosence R.E.M. ta nazwa odnosi się jednak do Agent Orange, który podczas wojny w Wietnamie był wykorzystywany do defoliacji, a wskutek którego amerykański personel wojskowy zachorował na raka. Michael Stipe opisał piosenkę jako pierwszoosobową narrację zaczerpniętą z różnych historii, które słyszał w okresie wojny wietnamskiej dodając, że opowiada ona o wojnie i żołnierzach niesłusznie obwiniętych przez swój kraj o wojnę.

## Wydanie i odbiór
Singel z „Orange Crush” został wydany w latach 1988–1989 w Europie, Stanach Zjednoczonych i Australii. Głównym nośnikiem była płyta 7″, ale singel opublikowano także na kasecie magnetofonowej i płycie CD. Stronę B stanowiły niepublikowane wcześniej piosenki – przeważnie „Memphis Train Blues”, a w niektórych wydaniach „Dark Globe” lub „Ghost Riders”.
Teledysk do piosenki, wyreżyserowany przez Matta Mahurina, wygrał nagrodę MTV Video Music Award w kategorii teledysk postmodernistyczny.
Utwór zajął m.in. 28. miejsce na liście UK Singles Chart, a także pierwsze na listach Alternative Airplay i Mainstream Rock.
| Lista           | Pozycja | Źródło |
| --------------- | ------- | ------ |
| Australia       | 15      | [ 5 ]  |
| Irlandia        | 21      | [ 6 ]  |
| Nowa Zelandia   | 5       | [ 5 ]  |
| Wielka Brytania | 28      | [ 1 ]  |